# Almazna
Almazna (en ucraniano: Алмазна, lit. 'diamante'; en ruso: Алмазная, romanizado: Almáznaya) es una ciudad ucraniana perteneciente al óblast de Lugansk. Situada en el este del país, hasta 2020 era parte del área municipal de Stajánov, pero hoy es parte del raión de Alchevsk y del municipio (hromada) de Almazna.
Almazna forma parte de la aglomeración Alchevsk-Kádievka, en el Dombás, que cuenta con más de medio millón de habitantes. La ciudad se encuentra ocupada por Rusia desde la guerra del Dombás, siendo administrada como parte de la de facto República Popular de Lugansk.

## Geografía
Almazna está situada 6 kilómetros al noroeste de Brianka, 7 kilómetros al sudoeste de Kadivka y a 56 kilómetros al oeste de Lugansk

## Historia
El terrateniente Stebelski adquirió en el área de Almazna una vasta parcela de tierra baldía y se mudó aquí con sus siervos de Izium. Almazna se fundó en 1870 con el nombre de Izium (en ucraniano: Ізюм, lit. 'pasas') y pasó a llamarse Almazna en 1878. En diciembre de 1878, se construyó y abrió al tráfico un tramo del ferrocarril Debáltseve-Popasna.
A fines de la década de 1930, estaba en marcha la construcción de la línea de tranvía Kádivka-Almazna.
Almazna recibió el reconocimiento de ciudad en 1977.
En 1993 se desmanteló la línea de tranvía y se pusieron en marcha los trolebuses. Y en 2012 también se desmanteló la línea de trolebuses.
A partir de mediados de abril de 2014, debido a la guerra del Dombás, Almazna estuvo controlada por la autoproclamada República Popular de Lugansk y no por las autoridades ucranianas.

## Demografía
La evolución de la población de Almazna entre 1923 y 2022 fue la siguiente:
| 1766                                                          | 2977 | 8899 | 10 685 | 11 700 | 9747 | 7487 | 5061 | 4696 | 4384 | 4325 | 4276 | 4242 | 4203 | 4148 |
| (Fuente: Cities & Towns of Ukraine y UKRAINE: Größere Städte) |      |      |        |        |      |      |      |      |      |      |      |      |      |      |

Según el censo de 2001, la lengua materna de la mayoría de los habitantes, el 60,98%, es el ruso; del 38,67% es el ucraniano.

## Economía
Las industrias dentro de Almazna incluyen metalurgia y manufactura; una mina de carbón también se encuentra cerca de la ciudad. La principal empresa de Almazna es una fábrica de hormigón armado.

## Infraestructura

### Transporte
En Almazna hay una estación de tren llamada Stájanov en la línea Debáltseve-Popasna.

## Personas ilustres
- Nikolái Shchelokov (1910-1984): político y general soviético ministro de Asuntos Internos de la URSS (1966-1982).